# Wapień koralowy

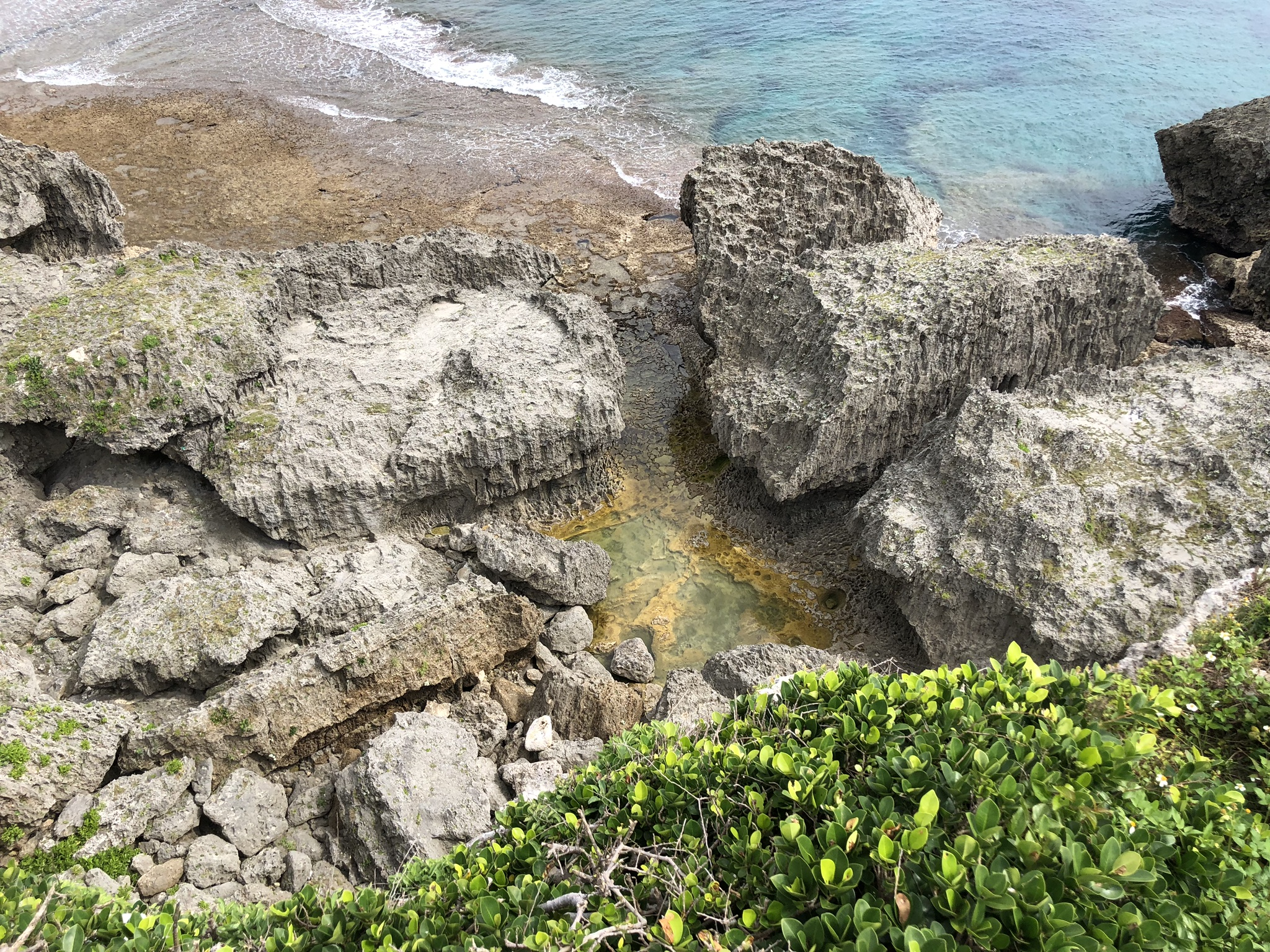
Wapień koralowy na Okinawie

Wapień koralowy – wapień utworzony ze szczątków skamieniałych koralowców, zmieszanych zwykle z większą lub mniejszą ilością innych szczątków organicznych. Pojęcie to jest stosowane na określenie wapieni tworzących rafy, których dominującym bioskładnikiem są koralowce lub na określenie wapieni utworzonych przez cementację okruchów szkieletów koralowców i wówczas są one odmianą wapienia organodetrytycznego.
Te wapienie koralowe, które cechują się odpowiednimi parametrami technicznymi i ozdobnymi, są wykorzystywane do wyrobu płyt okładzinowych lub elementów dekoracyjnych (np. waz).